# Pierre Chaine
Pierre Marie Jean-Baptiste Chaine, né à Tenay (Ain) le 26 mai 1882 et mort à Lyon 4e le 24 novembre 1963, est un dramaturge français. 

## Biographie
Fils d'un avoué lyonnais, après s'être essayé à la poésie, Pierre Chaine se tourne vers le théâtre avec une première pièce Au rat mort, cabinet 6 parue en 1908. La même année, il fonde avec José de Bérys et Robert de Beauplan la Revue du Temps Présent. Lorsqu’éclate la Grande guerre, il est mobilisé au 158e régiment d'infanterie de ligne.
Son œuvre la plus connue est cependant une fiction satirique rédigée à partir de 1915 dans les tranchées (l’auteur est alors lieutenant mitrailleur au 370e régiment d'infanterie) et publiée en feuilleton dans L’Œuvre en 1916, Les Mémoires d'un Rat, et dont Anatole France préfaça l'édition en volume.

## Œuvres

### Pièces de théâtre
- (en coll. avec André de Lorde) Au Rat Mort, cabinet 6 (pièce en un acte, 1908)
- (en coll. avec José de Bérys) Master Tom, ou l’Étalon, (créée au Tréteau-Royal le 1er mai 1908)
- (en coll. avec André de Lorde) Bagnes d'enfants (1910)
- L’étrange Aventure de M. Martin-Pequet (créée en 1920 )
- (en coll. avec André de Lorde) Mon curé chez les riches (d'après le roman éponyme de Clément Vautel ; créée en 1925 au théâtre Sarah-Bernhardt.)
- Le Jardin des supplices, pièce en trois tableaux d'après le roman éponyme d'Octave Mirbeau (1929)
- (en coll. avec André de Lorde) Mon curé chez les pauvres (d'après Clément Vautel ; créée en 1930 au théâtre Sarah-Bernhardt.)
- L'Heure H... (créée en décembre 1935 au Théâtre de l'Humour)
- La Berlue (1937)
- Ruy Blas 38 (1938 au Théâtre de l'Humour)
- Le pont du moulin (1946)
- Le verre no 2 (1946)
- Le bateau à roulettes (1947)
- Le duc assassin. L'affaire Choiseul-Praslin (1955)
- Les lapins du président (1959)
- Le cercueil flottant

### Romans
- Les Mémoires d'un Rat (1916, rééd. 1917, 1923)
- Commentaires de Ferdinand, ancien rat de tranchées (1918)
- Les Scrupules de Monsieur Bonneval (1921)

## Sources
- coll., Il était une fois., Paris, Gründ, 1947, « Index des auteurs cités »
- Ixia Venel, « Ruy Blas 38, de Pierre Chaine », Écho Hugo, no 2,‎ 2002 (lire en ligne)